# Mañaria
Mañaria est une commune de Biscaye dans la communauté autonome du Pays basque en Espagne.

## Géographie
Mañaria se trouve dans un environnement privilégié, au pied du Mugarra par la gauche et l'Untzillaitz. Au fond de la vallée de la rivière Mañaria, en accédant au port d'Urkiola, elle est flanquée par l'imposant Arrietabaso et le Saibigain. La route BI-623 qui relie Durango à Vitoria-Gasteiz monte par le col d'Urkiola (700 m), laissant sur ses côtés les imposantes masses calcaires. En montant et sur la droite, on voit le défilé d'Atzarte qui s'ouvre et par où passait l'ancienne route de communication entre le Durangaldea et le plateau.
72,75 % de la surface du Parc Naturel d'Urkiola appartient à cette commune dont la beauté particulière est menacée par la prolifération d'exploitations minières qui l'ont déjà considérablement endommagée et qui, en outre, menacent de continuer à croître en nombre et extension.
Mañaria est limitée avec les communes suivantes : Izurtza au Nord, Dima au Sud-Ouest et Abadiño à l'Est.

### Quartiers
La commune de Mañaria est composée du petit noyau urbain au pied de la route et de quelques quartiers ruraux dispersés par les faibles zones de la vallée ou par les flancs moins escarpés. Ces quartiers sont des groupements de fermes (baserriak au pluriel en basque), dont l'activité principale est l'agriculture et le bétail (élevage).
Ses quartiers sont Aldebaraieta, Aldebarrena, Aldegoiena, Arrueta et Urkuleta.

## Communications
Les voies de communications sont centrées sur la route provinciale BI-623 en bordure de la commune. Cette route la relie à Durango qui est la capitale de la comarque et distante d'à peine 5 km. Elle est également reliée à la route nationale N-634 et l'autoroute AP-8 qui communiquent avec Bilbao et Saint-Sébastien ainsi qu'avec la ligne de chemin de fer de voie étroite d'Euskotren Saint-Sébastien - Bilbao.

## Hydrographie
La vallée est formée par la rivière Mañaria qui nait dans les pentes des montagnes l'entourant et se jette dans l'Ibaizabal à Durango. Une multitude de petits cours descendent les montagnes ainsi que des sources, certaines d'eaux minérales ferrugineuses comme celles de Marco Arbina et sulfureuses comme celles d'Iguengana.

## Orographie
Entre les blocs calcaires gigantesques qui forment la montagne d'Anboto et d'Aramotz, avec des pentes empêchant l'utilisation du sol, seulement 3 % des terres sont travaillées, et des sommets qui avoisinent les 1 000 m d'altitude. La caractéristique de la pierre que compose les montagnes a donné lieu à une grande activité minière, sous forme de carrières, dont l'exploitation met en cause la viabilité elle-même de la commune.

## Économie
L'économie de la commune est basée sur l'exploitation minière et sur l'industrie.
Le secteur primaire : il représente rien de plus que l'impact visuel, par les exploitations minières des pierre calcaires et marbre à ciel ouvert qui constitue la base économique de la commune. Les petites exploitations agricoles et d'élevage sont des exploitations familiales complémentaires, ses produits sont commercialisés sur les marchés de la comarque. Il a historiquement possédé des exploitations minières, outre le marbre on a exploité l'ocre, l'ardoise et le fer.
Le secteur secondaire : est centré sur la transformation métallurgique et ses industries dans la partie inférieure de la vallée. Beaucoup d'habitants des fermes a comme travail principal l'industrie, ou dans des usines situées dans la commune ou dans la comarque.
Le secteur des services : est très réduit. La proximité de Durango et de Bilbao fait que les services s'effectuent plutôt dans ces communes.

## Histoire
Comme dans toutes les elizates, ses origines se perdent dans le temps et se confondent avec celles de la Lur Laua de Biscaye. Il y a des restes préhistoriques dans des gisements magdaléniens et néolithiques comme les grottes Silibranka, Kobazar ou d'Atxuri. On a aussi trouvé un "jarrillo" liturgique wisigoth du VIe siècle.
Elle a fait partie de la mérindade de Durango et occupait le siège et vote au nombre de 4 dans les Juntas de Guerendiaga.
La commune possède des maisons blasonnées qui témoignent de leur présence historique. On sait que l'église a été agrandie au XVIe siècle et que l'ancienne était déjà renommée.
Des carrières on a extrait, en 1751, vingt-deux colonnes de marbre pour la chapelle du Palacio Real (palais royal) de Madrid.
La situation caractéristique de Mañaria a fait que sa population ait été stabilisée dans le temps. L'émigration à la tête régionale proche et l'immigration d'un certain romantisme à la recherche d'environnements ruraux proches des villes a maintenu celle-ci autour des 400 âmes.

## Drapeau
On conserve un drapeau daté de 1802 qui a été refait 1986 et plus récemment en 2002. Ce drapeau est utilisé par le groupe de danse et par la mairie dans ses actes officiels.
Ce drapeau est composé d'une fine bordure de couleurs rouge, jaune et blanc dans lequel se trouve une autre de carrés blancs, jaunes verts et rosés dans l'intérieur duquel se trouve un carré rouge mis diagonalement sur un fond alterné de triangles blancs et roses. Dans ce carré blanc, un autre dans lequel apparaissent quatre croix vertes dans lesquelles on voit les lettres de grande taille, formant le M et A et d'autres, plus petites, formant un A et un T accompagnés de cœurs jaunes, dans une figure composée d'une diagonale jaune, carrée, dans le centre duquel il y a un autre rouge avec un blanc en diagonale dans laquelle il y a une croix rouge, dans les sommets du grand blanc il y a carré chacun des cœurs jaune.

## Patrimoine

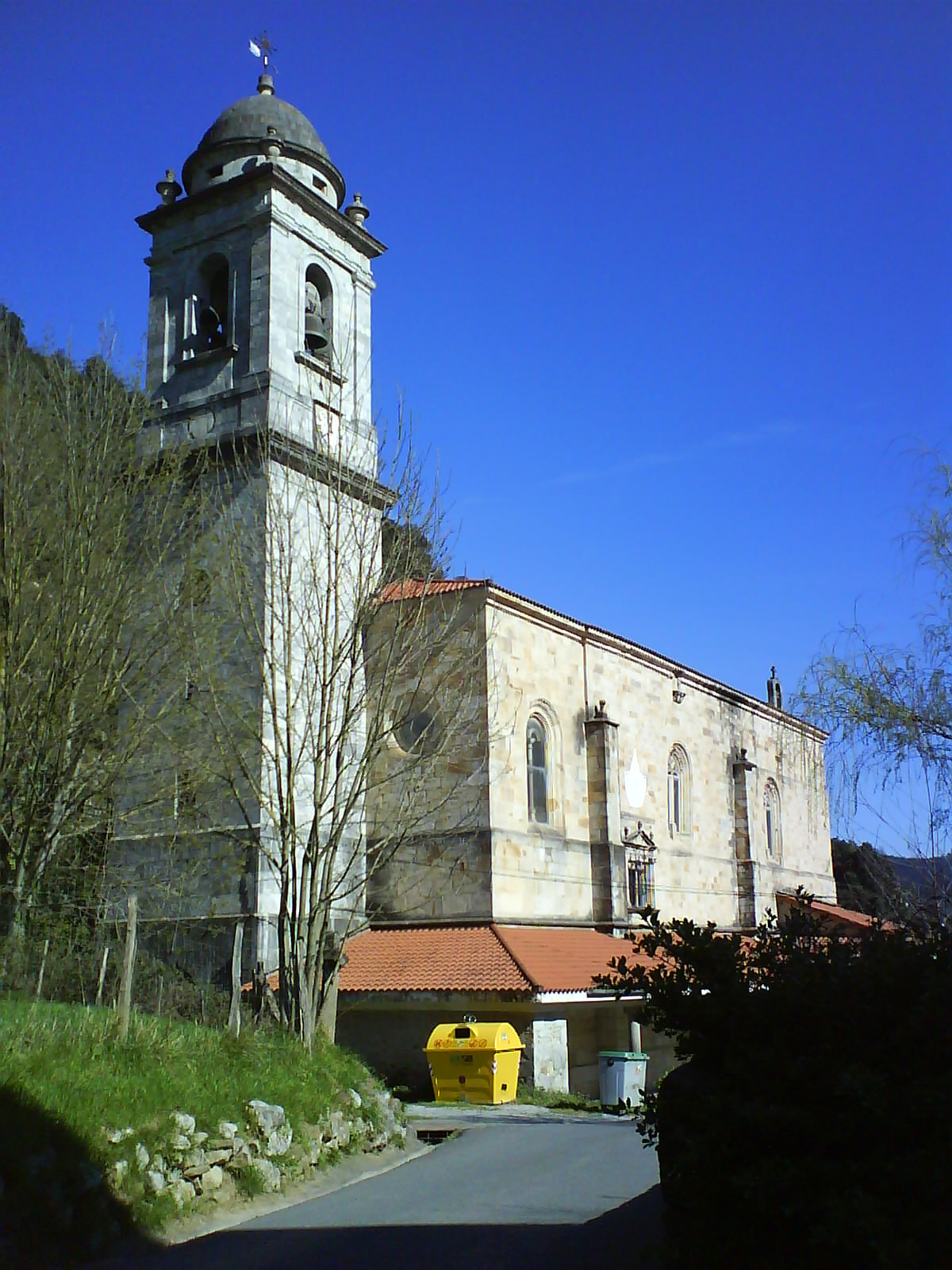
Église Santa María.

### Patrimoine civil
Mañaria a un important nombre de maisons blasonés comme celles d'Arana, Mañaria, Iturriaga ou Garaitorre antérieures au XVe siècle.

### Patrimoine religieux
Parmi ses bâtiments remarquables il faut souligner la paroisse de Santa María, dont on ne connaît pas sa date de fondation bien qu'elle ait été agrandie en 1551 et ait été reconstruite entre 1859 et 1862 par l'architecte Lorenzo Francisco de Moñiz. Près de celle-ci l'ermitage de San Antonio qui attire l'attention par sa grande entrée gardée par une grille imposante et son autel surmonté par un calvaire.
Il y a quatre autres ermitages, plus humbles, dispersés dans la commune. Celle de San Martín, sous les rochets de l'Untzillaitz, garde des légendes des gentils de la mythologie basque.

## Personnalités liées à la commune
- Julián Gorospe : ex-cycliste professionnel
- Rubén Gorospe : ex-cycliste professionnel, frère du précédent

### Sources
- (es) Cet article est partiellement ou en totalité issu de l’article de Wikipédia en espagnol intitulé « Mañaria » (voir la liste des auteurs).